# Konarı, Tuzlukçu
Konarı là một xã thuộc huyện Tuzlukçu, tỉnh Konya, Thổ Nhĩ Kỳ. Dân số thời điểm năm 2011 là 646 người.